# Bernhard Falk (Islamist)

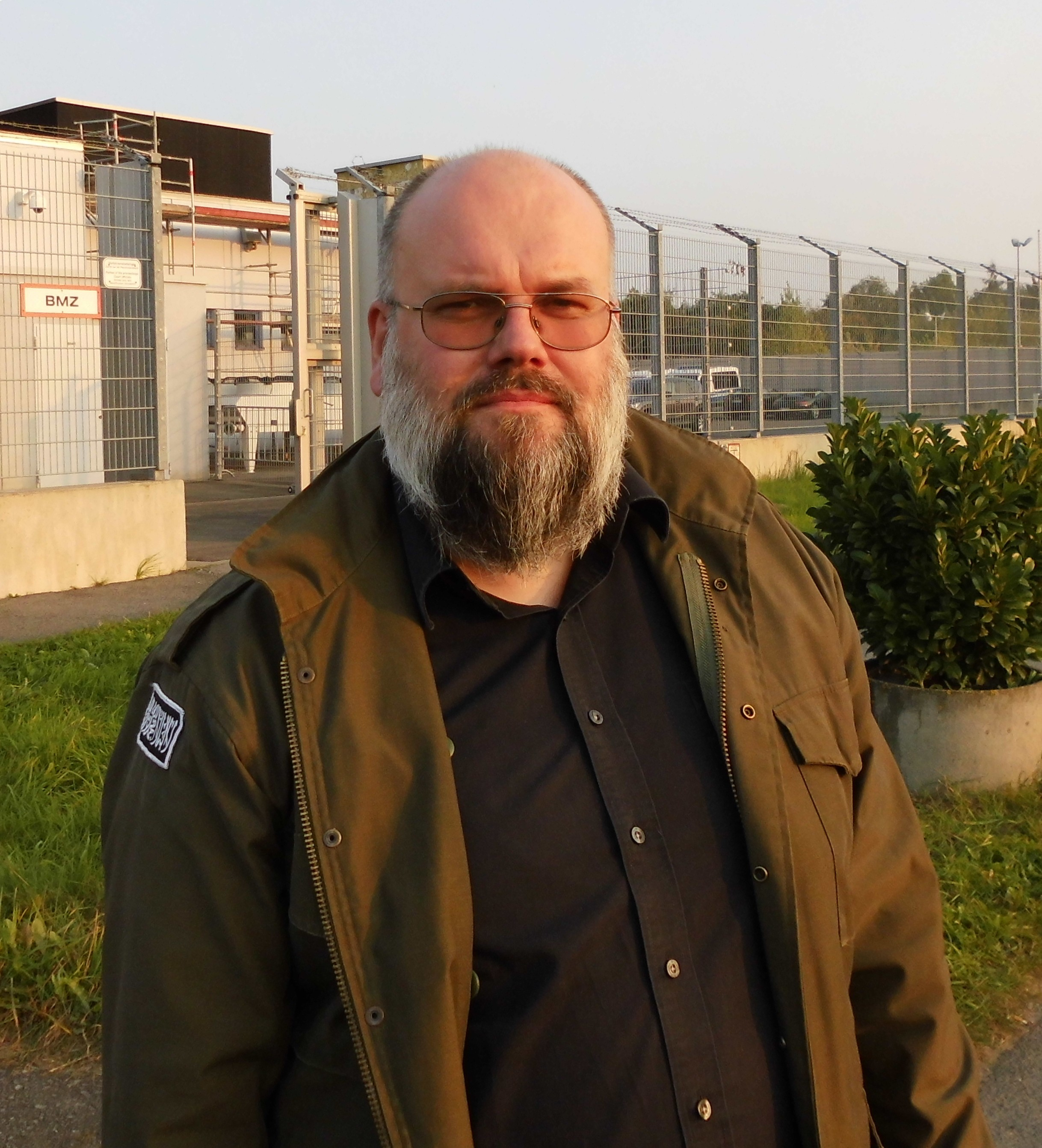
Bernhard Falk, 2014

Bernhard Falk (auch Bernhard Uzun oder Muntasir bi-llah; * 1967) ist ein deutscher Islamist und ehemaliger linksextremistischer Terrorist. Er wurde wegen vierfachen versuchten Mordes und Sprengstoffverbrechen zu 13 Jahren Freiheitsstrafe verurteilt.

## Leben
Bernhard Falk ist Sohn einer Lehrerin. Er legte 1986 das Abitur am Wolfgang-Borchert-Gymnasium in Halstenbek ab und studierte Physik an der RWTH Aachen.
Falk war Mitglied der linksextremen Terrorgruppe Antiimperialistische Zellen (AIZ). 1994 verurteilte ihn das Landgericht Aachen wegen Sachbeschädigung zu einer Haftstrafe. Nach mehreren Sprengstoffanschlägen Anfang der 1990er Jahre wurden er und sein ehemaliger Kommilitone Michael Steinau am 26. Februar 1996 in Witzhave bei Hamburg verhaftet. Die Staatsanwaltschaft legte ihnen die Planung eines Attentats gegen den SPD-Bundestagsabgeordneten Freimut Duve zur Last. 
Falk wurde mit Bewegungsprofilen seines Autos überführt, die durch GPS-Überwachung gewonnen worden waren. Das Oberlandesgericht Düsseldorf verurteilte beide 1999 zu hohen Freiheitsstrafen, Falk wegen vierfachen versuchten Mordes und diverser Sprengstoffverbrechen zu 13 Jahren Gefängnis. Das Urteil wurde 2004 vom Bundesgerichtshof bestätigt. Falks Verfassungsbeschwerde gegen die GPS-Überwachung wies das Bundesverfassungsgericht 2005 ab. 2008 kam er aus der Haft frei.
Falk konvertierte vor dem Haftbeginn zum sunnitischen Islam und nannte sich Bernhard Uzun (Arabisch برنارد أوزون). Er lebt seit seiner Haftentlassung 2008 in Dortmund und bewegt sich unter dem Namen Muntasir bi-llah (Arabisch منتصر بالله) in salafistischen Kreisen. 2012 veröffentlichte er ein Dokument, in dem er mit Gewalt gegen den US-Militärflugplatz Ramstein Air Base drohte. Der Verfassungsschutz und das Landeskriminalamt Nordrhein-Westfalen ermittelten. Der Generalbundesanwalt beim Bundesgerichtshof berichtete im September 2014 vor dem Oberlandesgericht Düsseldorf, dass Falk für terrorverdächtigte Islamisten „Gefangenenhilfe“ betreibe; eines seiner Gesprächsthemen sei in diesem Zusammenhang Gefangenenbefreiung gewesen.
2020 ermittelte Falk den Klarnamen eines in der Islamistenszene tätigen polizeilichen V-Mannes und machte ihn öffentlich. Gegen den V-Mann rief Abu Walaa, der mutmaßliche Deutschland-Chef der Terrorgruppe Islamischer Staat, per Telegram öffentlich zum Mord auf.
Nach dem russischen Überfall auf die Ukraine im Februar 2022 unterstützte Falk den russischen Angriff und sprach von einer „Aggression der von der NATO hochgerüsteten westlichen Kräfte“. Den ukrainischen Präsidenten Wolodymyr Selenskyj bezeichnete er auf Twitter als „>Präsident< der NATO/EU-Marionettenregierung […]; jüdischer Herkunft und enger Verbündeter der Zionisten !!!“ Am 31. August 2023 wurde die prorussische Partei „Aufbruch Frieden-Souveränität-Gerechtigkeit“ gegründet, welche aus einem gleichnamigen Verein hervorgegangen ist. Zur Vorsitzenden wurde die prorussische Aktivistin Elena Kolbasnikova gewählt. Bernhard Falk bekleidet das Amt des Schatzmeisters.